# Vučipolje (Posušje, BiH)
Vučipolje je naseljeno mjesto u općini Posušje, Federacija Bosne i Hercegovine, BiH.

## Zemljopis

### Reljef
Naselje je okruženo mnogim brdima i planinama, u blizini su i impresivni visoki masivi Čvrsnice i Vrana. 

### Biljni i životinjski svijet
Na području Vučipolja je uglavnom mješovita šuma, najviše ima bijelog bora i crnog graba. Ponegdje se nađe i bukve. Vučipolje je nastanjeno mnogim životinjama: vuk, divlja svinja, zec i lisica, a ponekad doluta i medvjed. Kraj je istaknut prirodnim ljepotama, a ljepota najviše dolazi do izražja u zimskom i proljetnom razdoblju.

### Klima
Vučipolje ima obilježja umjereno kontinentalne i pretplaninske klime, ljeta su topla, a zime snježne i veoma oštre. Prosječna godišnja temperatura je 8.4°C.

## Stanovništvo

### 1991.
Nacionalni sastav stanovništva 1991. godine, bio je sljedeći:
ukupno: 50
- Hrvati - 50

### 2013.
Nacionalni sastav stanovništva 2013. godine, bio je sljedeći:
ukupno: 10
- Hrvati - 10